# 식물생태학
식물생태학(植物生態學, plant ecology)은 식물의 분포와 존재비, 또 그 존재비에 미치는 환경 요인, 식물과 다른 생물과의 상호작용에 대해 연구하는 생태학의 분과이다. 이를테면 북아메리카의 온대 낙엽수림의 분포 연구를 들 수 있는데, 가뭄과 홍수가 식물 생존에 미치는 영향, 사막 생물과의 경쟁, 또는 방목에 따른 영향 등을 연구한다.

## 역사
식물생태학은 식물지리학자들이 제기한 질문들에 식물생리학을 응용한 것이 기원이다.:13–16

## 같이 보기
- 생물지구화학
- 식생